# E-Prix di Città del Capo
L'E-Prix di Città del Capo è un evento automobilistico con cadenza annuale destinato alle vetture a trazione interamente elettrica del campionato di Formula E, tenuto a Città del Capo, in Sudafrica. La prima gara della categoria è stata disputata il 25 febbraio 2023, come quinta tappa valevole per il campionato di quell'anno.

## Storia
L'E-Prix di Città del Capo era inizialmente programmato per fare il suo debutto nella stagione 2021-2022, in quanto presente nella bozza del calendario di quell'anno. Tuttavia la gara venne poi rimossa dal calendario e definitivamente cancellata a causa di alcune problematiche logistiche. La tappa Africana verrà poi sostituita da una seconda gara a Roma. Per la stagione 2022-2023 l'E-Prix di Sudafrica non è nella bozza del calendario, ma con la cancellazione dell'E-Prix di Seoul dal calendario Città del Capo viene scelta come sostituto.

## Circuiti

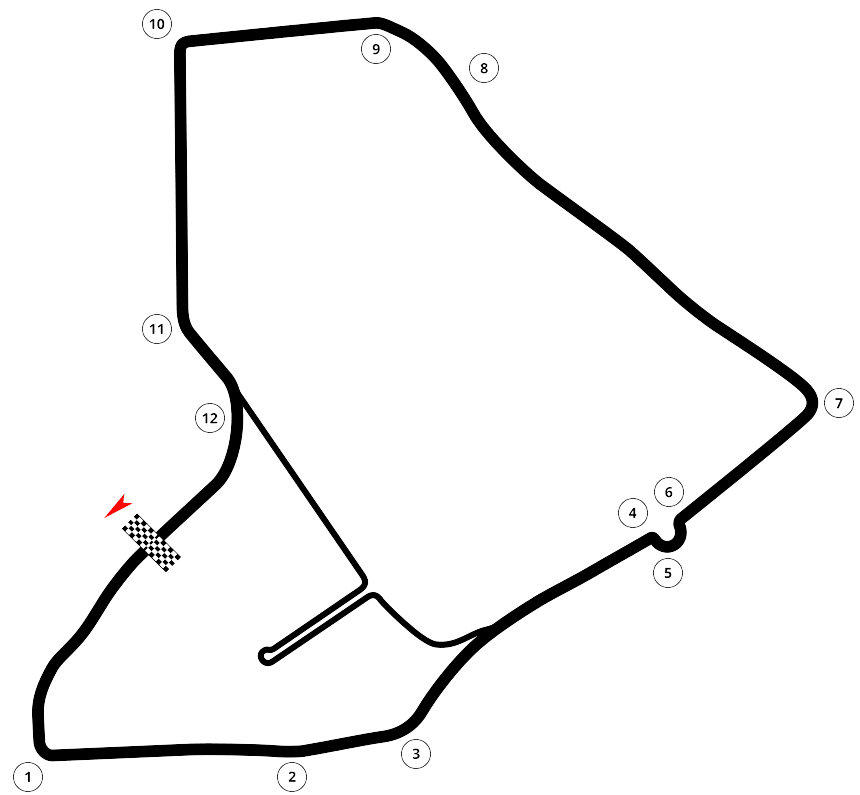
Il Circuito cittadino di Città del Capo, sede della gara inaugurale dell'E-Prix di Città del Capo.

L'E-Prix inaugurale di Città del Capo è stato ospitato al Circuito cittadino di Città del Capo, lungo 2.921 m (1.815 mi) con 12 curve. Il tracciato passa intorno allo stadio di calcio e rugby Cape Town Stadium, che ha ospitato delle partite del Mondiale 2010.

## Albo d'oro
| Edizione | Tracciato                            | Vincitore                      | Secondo                    | Terzo                 | Pole position          | Giro veloce                |
| -------- | ------------------------------------ | ------------------------------ | -------------------------- | --------------------- | ---------------------- | -------------------------- |
| 2023     | Circuito cittadino di Città del Capo | António Félix da Costa Porsche | Jean-Éric Vergne DS Penske | Nick Cassidy Envision | Sacha Fenestraz Nissan | Jean-Éric Vergne DS Penske |